# あばれ!隼
『あばれ!隼』（あばれはやぶさ）は、作・古沢一誠、画・峰岸とおるによる日本の野球漫画作品。小学館の雑誌『月刊コロコロコミック』にて1981年4月号から1985年8月号まで連載された。単行本は同社より「てんとう虫コミックス」として全10巻が発売された。なお、それ自体は絶版となったが、後にオンデマンド版が刊行された。

## 概要
甲子園決勝戦での試合中の負傷が原因で死亡した兄に代わり、主人公の隼次郎が飛竜学園高校野球部のエースピッチャーとして、兄の遺志を継いで甲子園制覇を目指す物語である。隼次郎と柳生重吾との対決が物語の軸になっており、次郎が繰り出す魔球と、これを破るための秘打・秘策の対決が作品の主たる特徴である。

## イントロダクション
甲子園決勝戦。神奈川県代表飛竜学園高校対西東京代表柳生学園高校の一戦は、飛竜のリードで九回二死の大詰めを迎えていた。だが、ここで飛竜のエース隼太郎は柳生の四番打者柳生重吾をピッチャーライナーに抑えるものの、柳生の部下である軍兵衛達の仕込み杖による目くらましで、打球を顔面に受けて倒れる。すぐに立ち上がり一塁へ矢のような送球を見せ、飛竜学園は優勝するものの、受けた打球が元で中学3年生の弟、次郎の胸の中で息絶える。その直前、既に軍兵衛達の会話を偶然聞いて、打球を取り損ねた原因が彼らの妨害によるものだと知っていた次郎は、当時まだ真実を知らず太郎の線香を上げにやってきた柳生重吾に対し、中学生チャンピオンにまで登りつめたボクシングのグローブを投げつけ、「今度会う時は甲子園のグラウンドで、野球で勝負だ！」と宣言する。そして翌年、飛竜学園に入学した次郎は復讐と、憎き柳生学園の全国制覇を阻むために野球部に入部。様々な魔球を編み出し、神奈川県および全国の強豪校と戦っていく。
ストーリー展開は、便宜上、新魔球の誕生や大会が節目とし、以下の5時期に分けて説明を行う。なお、主語が省略されている場合は特に断りがない限り主人公・隼次郎についての話である。
1.物語冒頭から、1年生夏の神奈川県地区予選まで
2.1年生夏の甲子園大会
3.新生チーム発足から春の選抜大会まで
4.2年生進級当時
5.2年生夏の甲子園大会（神奈川県地区予選および本戦）
次郎が中学3年生の夏の甲子園決勝戦に始まり、高校1年生の甲子園、2年生に上がる春の選抜高校野球大会を経て、その夏の決勝戦で物語は終わっている。それぞれの決勝戦の相手はいずれも柳生学園だった。なお、次郎の入学直前の選抜大会については一切触れられておらず、飛竜学園の戦績も不明である。

## 主要な登場キャラクターおよび学校
ここで取り上げているのは、シリーズを通して登場した飛竜学園、柳生学園、および、複数回にわたって登場した対戦校、およびナインの全員もしくは大半の名前が示された対戦校についてのみ触れる。柳生学園以外は初登場の順に示している。その他についてはストーリー展開の項に譲る。

### 飛竜学園および隼次郎周辺の人物
隼 次郎（はやぶさ じろう）
本作の主人公。元々は「パイルアッパー」を得意とする中学ボクシング界のチャンピオンだったが、兄・太郎の死の原因を作った柳生学園の全国制覇の野望を阻むため、飛竜学園入学後は野球部に入部する。ポジションはピッチャーで、ボクサー時代の経験を生かした魔球を数多く開発し飛竜学園を引っ張っていく。
物語の冒頭からしばらくはボクサーの身体のまま強引に野球をしており、かろうじてパイルボールを完成させたことを除けば、ハエの止まりそうなボールしかまともに投げることもできない素人だった。俊足をはじめとする抜群の運動神経を武器にどうにか試合には出ていたものの、ダブルハリケーンを開発した頃になっても次郎は自身から魔球（パイルボール）を取ったら普通の投手以下だと自分で認めている。しかしオズマを編み出したことがきっかけで次郎の身体は野球選手としての体に生まれ変わった。2年生に進級したころからは魔球一辺倒ではなく普通の投手らしいボールも投げられるようになっている。打者としても終盤は5番打者になるなど、成長している。
チームメイトについては先輩については「さん」をつけて呼ぶが、特に親しい竜と月下の2人については呼び捨てにしている。
物語終盤に肩が限界を迎え、医師から魔球を禁じられた際には直球のみでも充分通用する投手に成長し、柳生重吾相手には170km/hの球速を記録した。
当初は柳生重吾を単なる憎しみと復讐の対象としか見ていなかったが、春の選抜の頃には純粋に最強のライバルと見るようになっていた。
隼次郎の魔球については別項参照。
隼 太郎（はやぶさ たろう）
次郎の実兄。飛竜学園のエースピッチャーだった。自身は高校野球で、次郎は中学ボクシングで共に全国制覇を達成すると誓い合い、次郎の全国大会決勝戦でも、相手のパンチを受け倒れた次郎にエールを送る。甲子園の決勝戦、1点リードの九回二死満塁カウント2－3という緊迫した場面で、柳生重吾をピッチャーライナーに打ち取るが、柳生高校応援席からの目くらましのために捕球ができず、打球を直接顔面に受ける。根性で立ち上がり、一塁へ矢のような送球で柳生をアウトにして優勝するが、試合後そのまま帰らぬ人となった。その「剛速球」は非常に重く、完全に捕らえた柳生もピッチャー返しが精一杯だったが、皮肉にもそれが前述の悲劇の原因となってしまった。作中、学年は明記されていないが、月下が網田法然について、過去2年間いずれも太郎の前に敗れて甲子園を阻まれていると語るシーンや、甲子園の試合後、通り過ぎた軍兵衛達に対して次郎が、来年も兄貴の飛竜学園が優勝すると毒づくシーン等他のキャラクターの台詞から、次郎より2歳上の2年生だったことがわかる。
一文字 竜（いちもんじ りゅう）
「ケンカ竜」の異名をとる。飛竜学園では有名な不良生徒だが、弱い者いじめはせず､ 無用な暴力は決して振るわない硬派な男。本人曰く「毎日ケンカケンカで明け暮れ、登校するのは年十日」。
自分の魔球を受けられる捕手がおらず次郎が悩んでいたところに、三ヶ月の謹慎が明けて久しぶりに登校したもののケンカの相手がおらず退屈していた彼と出会う。（この男なら）と直感した月下の挑発によりボクシングの中学チャンピオンである次郎をケンカの格好の獲物として挑んでくる。その際、次郎のパイルボールを受け止めたことから野球部に誘われる。突然の誘いや、自分の鉄拳を交わされたうえ次郎のパイルアッパーを寸止めで決められたプライドもあって一度は断る。だが自分の球を受けられる捕手がいなくて一人寂しく練習をしている次郎を見て当初は「いい気味」と眺めて寝転んでいたが「くそ、俺も強すぎて相手はもうあいつしかいねえ！」と吐き捨て、次郎とは野球で決着をつけるしかないとの名目で最終的に入部。次郎の女房役として、新チーム以降は副キャプテンとして活躍する。
打者としても持ち前のパワーで4番を務める（当初は8番だった）が、彼の野球技術は全て我流であるために、打席では片手で持ったバットをもう片手の拳骨で殴って押し出す「剛鉄拳突き」という独特の打法を使っていた。名称は後に「ゲンコツ打法」という名称に統一される。
普通にバットを振ると極端なアッパースイングとなり、直球はほとんど打てず、マイコン学園のコンピューター「ベーブルースII」のデータでは、この状態の竜は「ドコデモ チカラマカセニフル アホ」となっていたが、柳生学園のエース・雲海のフォークボールを打ち返すのに役立った（結果は犠打）。
頭が悪いことは自覚しているが、顔とスタイルには自信を持っている。
単にケンカが強いだけではなく空手はれっきとした有段者（自称「ケンカ十段空手五段」）で、ミラクルZを生み出そうとする次郎は竜に回し蹴りを教わっている。
学年は、上述の台詞から留年を繰り返していたと思われるが、物語終盤での次郎の台詞から、次郎より1学年上の扱いになっていた。
月下 学（つきのした まなぶ）
飛竜学園野球部の監督兼マネージャーで、次郎の魔球開発の支援や相手チームの分析を行うブレイン役、自称「運動物理学の天才」。後述する石塚の引退後、キャプテンにも就任するがいわゆる「ベンチキャプテン」で、選手としてプレイに参加することはなかった。そのため試合時もユニフォームではなく制服を着ている。メカにも詳しく、フォームに問題があると電流が流れ、次郎の体に電気ショックを与えるいわゆる「大リーグボール養成ギプス」のような形の投球フォーム改善プロテクターを次郎のために作成したこともある。
申丹のWハリケーンを打ち崩すための「V打法」など数々のトリッキーな戦法を生み出す。この手腕はテレビ中継のアナウンサーにも「飛竜の知恵袋」と紹介され、柳生重吾も（何を考えた、月下？）と警戒するほど。
学年は、竜と同様、物語終盤での次郎の台詞から、次郎より1学年上である。
石塚（いしづか）
飛竜学園野球部の主将でサード。兄・太郎の縁で次郎は中学時代から飛竜野球部に出入りしており、彼をはじめ上級生のほとんどは次郎とは顔見知りである。入部初日、部室に一番乗りした次郎が勝手に「背番号1」のユニフォームを着ていたのを見て彼を小突き、たとえ隼太郎の弟であろうと特別扱いはしない、他の部員同様に努力で、エース番号である「背番号1」を掴み取れと諭す。次郎は元よりその様な考えを持っていたわけではなく、単に兄・太郎が着ていたからという思い入れもあって袖を通してみた面もあったため、すぐ納得して「兄貴の七光りじゃなく、自分の力でエースにならなきゃね。」と言ってユニフォームを脱いだため、石塚も「分かってくれたか。」と笑みを浮かべた。主将らしく礼儀にも厳しく、ハエが止まるようなボールしか投げられない次郎を他の新入部員が笑った際に「一生懸命やっている者を茶化すな！」と叱りつけ、武骨館高戦で相手の暴力行為に激昂してグラウンドに飛び出した次郎と竜（こちらは乱闘目的で嬉々として飛び出した）を叱責して止めた。打順は当初は4番だったが、竜の4番昇格時から3番になった。次郎より2学年上で、太郎とは同学年である。1年生の夏の甲子園を最後に引退する。
多賀（たが）
次郎が入部した時のセンター。当初は3番だったが、竜の4番昇格時から5番になった。太郎や石塚と同学年。
上村（かみむら）
次郎が入部した時のファースト。当初は5番だったが、竜の4番昇格時から6番になった。太郎や石塚と同学年。
柏木（かしわぎ）
ショート。打順は当初は1番だが、石塚らの引退後は3番になる。次郎が終始「柏木さん」と呼んでいることから、次郎より1学年上で、竜や月下と同学年である。スピードは飛竜ナインでは最速で、セカンドゴロでも内野安打にするほど。また守備力も巧みで、後述の蟻地獄式目隠し打法を封じるトリプルプレーをするなど。
清水（しみず）
ライト。打順は当初は下位だが、石塚らの引退後は1番になる。次郎からは「清水さん」とも「清水」とも呼ばれているが、冒頭の優勝時にすでに清水とおぼしき人物が出ており、次郎より1学年上である。
服部（はっとり）
セカンド。2番打者で唯一の左打者。次郎と同学年か1学年上かは不明。
丸山（まるやま）
レフト。6番打者。次郎と同学年か1学年上かは不明。
石上（いしがみ）
石塚の後任のサード。7番打者。次郎と同学年か1学年上かは不明。
中条（なかじょう）
多賀の後任のセンター。8番打者。次郎と同学年か1学年上かは不明。
新庄（しんじょう）
上村の後任のファースト。9番打者。次郎と対等に呼び合っており、次郎と同学年であることがわかる。
高木（たかぎ）
次郎が1年生当時のエースピッチャーで、太郎からエースナンバー1を受け継いでいた。少なくとも神奈川県予選2回戦までは先発していた。最後に登場したのは神奈川県決勝戦でのベンチでの場面である。石塚らの引退後に次郎の背番号が1になっており、石塚らとともに引退したと思われるが、引退の場面には登場しておらず、3年生だった故かそれ以外の理由によるものかは明確に描かれなかった。
尾上（おのうえ）
控え投手。背番号11。プラモ学園との練習試合に登場。他の登場人物とのやりとりなどから次郎と同学年であることがわかる。
荒木大二郎（あらきだいじろう）
次郎が2年生になったときに入った新入部員。竜相手でも口答えするほど気が強いが、次郎に対しては憧れの眼差しで見つめ、月下も将来に期待していた。プラモ学院との練習試合の2話のみの登場に終わり、以後登場しなかった。作中で描かれた唯一の次郎の後輩である。
隼太郎・次郎の両親
春の選抜では次郎を応援しに来た。母の出番はそのときだけであった。父は他にも数回登場している。
田沼コーチ
次郎のボクサー時代のコーチ。次郎がボクシングをやめると申し出た時に激怒するが、後でパイルアッパー投げのヒントを与える。後に、ボクシングジムを経営する兄も登場した。

### 柳生学園
西東京の強豪校であり、柳生忍者やその家臣の忍者集団の末裔であり、野球に忍法を取り入れている。月下の話から、野球部以外の各運動部も存在している。
隼太郎と戦った当時の柳生高校のレギュラー選手は、柳生をはじめ全員1年生であった。柳生軍団の掟により決められたポジション以外守ることができない。これを破れば罰として「御館様」により、不毛と極寒で恐れられている柳生魔界山での修行を命じられる。隼太郎との対決時はヘルメットが白色だったが、後に黒色となった。
選手個々の能力は高いが、主将である柳生重吾の存在の有無でチーム力は大きく変わり、重吾が出場している状態での夏の甲子園1回戦では、次郎の1年時2年時共に30点を超える大差で圧勝しているのに対し、重吾欠場時の関東大会では、勝ち進むものの攻守に精彩を欠き、決勝では次郎のオズマに全く歯が立たず0対7で敗れ、「重吾若さえいれば...」と意気消沈、実況のアナウンサーも「センバツ出場は確定的ながらも不安を残す一戦」と評されている。
原則として登場順に示す。
柳生 重吾（やぎゅう じゅうご）
柳生学園高校の主将にして4番打者。サード。次郎の最大のライバルである。普段から日本刀を持ち歩き、その手入れも怠らない。剣術や忍術を応用した打法を多数有し、次郎を苦しめる。チームメイトからは（物語終盤を除いて）「若」「重吾若」と呼ばれている。前述の通りポジションは三塁手だが、投手としても非凡な才能を持つ（次郎が1年生の夏の大会では、掟を破って申丹の後を継いで登板したため「御館様」の罰を受け、柳生魔界山での修行を命じられた）。細身だが、特別な木で作られた1本5kg前後あるバットを、ほぼ片手で操る。バットは木製の物のみを使い、金属バットは使わない。「野球は気迫」を信条としている。最後の対決の時点では、重いバットを振り続けた影響で彼もまた腰を痛め、野球を続けるのが難しい体となっていた。
軍兵衛（ぐんべえ）
柳生軍団を影からサポートする隠密隊の首領格。柳生にとって執事や軍師の役目を担う。太郎を死に追いやった罠を独断で仕掛けた張本人でもある。後日それを知った柳生は軍兵衛に対し激怒するも、部下の失態は自分の責任だったと認め、次郎との正々堂々勝負を誓った。天王院の登場以後は登場しなくなった。
葉隠（はがくれ）
セカンド。1番打者。片目で小柄。俊足で身が軽くジャンプ力もあり、内野守備でも活躍。次郎の最初の甲子園大会では、1回戦から登場し、名前が示された。
岩間（いわま）
ショート。2番打者。唯一の左打者。葉隠同様、1回戦から姿を見せているが、名前は飛竜学園との決勝戦まで明かされていなかった。
雲木（くもき）
レフト。3番打者。岩間同様、1回戦から姿を見せているが、名前は飛竜学園との決勝戦まで明かされていなかった。3番打者で、柳生以外では通算で次郎から最も多く出塁を奪っている。外野手としても並外れた強肩を見せる。
霧島（きりしま）
キャッチャー。5番打者。
丹波（たんば）
センター。6番打者。
天野（あまの）
ファースト。7番打者。
脇（わき）
ライト。8番打者。
中尊（ちゅうそん）
柳生学園の当初のエース。次郎が1年生の夏の大会に登場している。飛竜との決勝戦で初回を抑えて無難な立ち上がりを見せるが、2イニングを抑えた後に申丹に代わられ、以後出番なし。秋の関東大会決勝では柳生重吾不出場のため飛竜が7対0で圧勝するが、この時の投手が彼だったのかは不明。
申丹（さるたん）
柳生学園の秘密兵器とされるピッチャー、次郎が1年生の夏の大会に登場している。どんな人間の技も一目見ただけで真似てしまうと言われる、柳生忍軍の影武者隊「陰柳生（カゲやぎゅう）」の末裔。同様の能力を持つ者が柳生学園の他の運動部でも活躍していることが月下の口から語られている。
普段は右目に眼帯を付けており、この眼帯を外した時に右目で相手の動作や見ることにより技をコピーして真似ることができる。次郎のWハリケーンをコピーし飛竜を苦しめた。
しかし、次郎がWハリケーン・オズマを生み出した後でも軽口を叩いたことで「お前にWハリケーン・オズマが投げられるか!? 相手より見劣りする選手は秘密兵器とは言わん！」と毒づかれてショックを受け、更に「V打法」を編み出した飛竜ナインにWハリケーンを（アウトにはするものの）次々に打たれ、ついには柳生に「お前もこれまで。」「もはや秘密兵器としての価値はゼロだ、下がれ！」と三行半を突きつけられた。
己のプライドを守るため、柳生に必死に訴えてもう一度の機会をもらい、ついにはWハリケーン・オズマをコピーして一度は投げることに成功する。だが2球目を投げた際、自身の肉体がオズマについて行けずに倒れる。飛竜の月下によれば恐らく筋肉がバラバラで再起不能であろうとのこと。倒れた申丹に対して柳生は「お前は最高の秘密兵器で、最高のコピー人間だ。」と賛辞を送り、申丹は「その言葉が聞きたかった...」と涙する。そしてその捨て身の行動が、オズマ打倒の鍵を残すこととなる。彼が自分の体がバラバラになることを承知でオズマをコピーしてみせた心意気に報いるため、柳生は試合後の処罰を受けることを覚悟のうえで自らマウンドに立った。
三塁手（氏名不詳）
申丹（打順は9番）の退場に伴い、三塁の柳生が投手に回ったことにより9番の打順に入り出場した。次郎のオズマに打ち取られる1コマのみ登場した。
猿渡兄弟（さるわたりきょうだい）
代打を専門とし、振り逃げで出塁する。1年生の夏の大会の最終回で、岩間・雲木の代打として出場する。柳生忍法暗闇返しという術を用いて振り逃げで出塁する（この行為は実際の野球ルールでは捕手に対する守備妨害となる）。ホーム突入を竜のブロックに阻まれた。
雲海（うんかい）
春の選抜以降の柳生学園のエース。夏の甲子園で掟を破って登板したため、「御館様」の罰を受け、柳生魔界山での修行を命じられた柳生重吾によって山から連れ戻された。身長は2メートルを越え、「大巨人」と称される。普段はニコニコしており、愛嬌さえ感じさせる顔だが、相手を睨み付ける時は一転して不気味な表情に変わる。打者の頭を越すほどの高めのボール球から打者の手元で一気にストライクゾーンへ落ちていく、非常に落差の激しいフォークボールを投げる。ホームへのヘッドスライディングでは両手の拳をキャッチャーに突き出し殴り飛ばす（後述のハーリー・ライスやスタン・ハンシンと同様にコリジョンルールに抵触する）。確認できる総合成績は「被安打5（プッシュバンドでの内野安打2含）・被本塁打1（打者は一文字）・自責点6=5（対飛竜戦）+1（対戦校不明）」。
御館様（おやかたさま）
柳生の里に籠って、柳生学園の全運動部を監視した。作中では柳生が申丹の後続を継いだ際に激怒した時の2コマだけ登場しただけである（しかも顔出しなし）。その後の軍兵衛の話では、掟を破ったことに激怒したとはいえ、柳生はチームリーダーとしてかけがえのないため、雲海とは異なり黙認されたとのこと。

### マイコン学園
神奈川県予選2回戦の対戦相手。選手自体の能力は低いが、ベンチ内に「ベーブ・ルースII」という愛称の大型コンピュータを用意して相手の戦力を分析し、また打者ヘルメットにはマイクロレーダーと特殊レシーバーが内蔵されベーブ・ルースIIがはじき出した相手の球種を電波でヘルメットに伝える。「ベーブ・ルースII」もパイルボールや打者としての次郎は分析できなかった。
林（はやし）
飛竜の月下同様、制服を着てベンチ入りし、監督のような立場を取る。「ベーブ・ルースII」の操作も担当し、選手に無線で指示を与えていた。
林は途中から試合を忘れてパイルボールの解析に躍起になり、「ベーブ・ルースII」は解析に成功するもオーバーヒートで爆発。林は自ら代打に立ってパイルボールをバントで打ち返すが、あわやホームランの大飛球に終わりチームは敗北。その後も自らの計算の正当性を証明すべく、打倒パイルボールの野心を大仏高校に託そうとした。決勝戦終了後は最後まで自分のアドバイスに頼らずパイルボールを打ち崩した網田を称えながら、共に去って行った。

### 大仏高校
神奈川県予選決勝戦の対戦相手。ナインについても仏教に関わる名がつけられている。
網田 法念（あみだ ほうねん）
飛竜学園と地区予選決勝で対戦したエース・4番。過去2年、隼太郎に敗れて甲子園への道を絶たれてきたため、太郎こそいないものの、打倒飛竜に燃えている。マウンド上で念仏を唱えボールに念を込めて投げる「念仏投法」の使い手。そのストレートは球速こそ遅いが金属バットをへし曲げるほどに重く（逆に飛竜戦までの試合では、空振り三振に仕留めるシーンがあり、速い球と遅いが重い球とを使い分けていた可能性がある）、飛竜打線に凡打の山を築かせ苦しめた。打者としても、柳生以外で初めてパイルボール（正確にはクリスタルレインボー）を打ち砕いた選手でもある。小手先の戦法を嫌い、パイルボールにはプッシュバントが有効と分かっても大仏ナイン達にはバント攻めを許さなかった。逆転サヨナラ負けを喫した後は潔く次郎を称えてウイニングボールを渡し、自分を称えるマイコン学園の林に「ベストは尽くした、悔いはない」と返しながら去って行った。それを見送る飛竜の主将石塚は、「我々も、たとえ負けてもあのようにありたいものだ」と賛辞を送った。
小仏（こぼとけ）1番、セカンド。終盤で法念の意向に背いて林の助言を受け、9番の念仏にバント作戦を提案し、自らもバントを決行する。
石神（いしがみ）2番、サード。左打者。小仏らと同様にバント作戦に出ようとするが、法念に止められる。
如来（にょらい）3番、ショート。
本尊（ほんぞん）5番、ファースト。
墓（はか）6番。キャッチャー。
石仏（せきぶつ）7番、センター。
副丸（ふくまる）8番、ライト。
念仏（ねんぶつ）9番、レフト。小仏の提案で、次郎に対して初めてのバントを決行する。
老師監督を務める老人。普段は老師と呼ばれている。

### 青山アメリカンスクール
甲子園大会準決勝で対戦した強敵。次郎に初めて敗北の予感を与える。
通称AASと略されるアメリカンスクール。したがってアメリカ人から構成される。ダンスのリズム感をプレーに応用しており、大リーガー並のプレーを見せる。
ブラックサイクロン
AASのセンターで4番打者。巨漢の黒人で、そのスイングは風圧でみみず腫れができるほど。飛竜と当たったときは本塁打数で柳生をも上回っていた。パワーにものを言わせ、次郎のWハリケーンをミット直前で強引に打ち返そうと試みる。ファウルを繰り返した死闘の末、ナンシーの助言でついにWハリケーンを捉えたかに見えた。しかしバットをも砕くWハリケーンの威力を目の当たりにし、試合後次郎を、「体は小さいが彼はビッグマンだ。」と評した。
ナンシー
AASのコーチ兼マネージャー。金髪でセクシーな美人。本作で唯一名前の与えられた女性キャラクターである。
ホセ・モラス
AASの投手でトップバッター。次郎のWハリケーンに大袈裟に驚いてみせるなど、ユニークで軽い性格。しかしバッティングの瞬間は目つきが変わり、ボール球をあっさり特大ホームランにしてしまう実力者。これによりビハインドを抱えた飛竜は序盤の苦戦を強いられた。投手としてはレベルは高いものの特筆すべき能力はなく、主将の石塚はホッとして「あの程度の投手なら4、5点は取れる。」と評し、結果的には実際に5点取ったが序盤はAASのリズム感溢れた鉄壁の守備に中々得点出来なかった。

### ワールド実戦高校
春の選抜大会準々決勝で対戦する、プロレスラー養成所として有名な高校で、選手たちは全員が竜よりも巨漢で、高校生離れした体格。パワー任せのプレーとルール違反の連続で飛竜学園を苦しめ、隼のミラクルＺをフル使用と後述の連続四球後の竜によるグランドスラムで何とか勝利したほど。
中心となる人物は特に設定されていない。選手たちには実在のプロレスラーをもじった名前が付けられた。下記の通り7番打者まで顔と名が明らかになっている。
キングコング・ブルーザー・ブラディ1番打者。バットを右手で（捕手側で）回転させる怪打法でWハリケーンを場外ホームランとし、チーム内では唯一ルール違反をせずに打点をあげた実力派かつ頭脳派の選手でもある。
ハーリー・ライス2番打者。パイルボールをヘッドバットでデッドボールにしている。ホーム突入時にも竜をヘッドバットで気絶させた（記録上ではキャッチャーのエラーだが、この行為は、コリジョンルールに抵触する）。
アンドレ・ザ・ ジョイント3番打者。投手。身長250cm体重300kgという、巨漢揃いの同校選手の中でも飛び抜けた体格を持つ。オズマを巨大な腹でデッドボールにした。が、投手としては（自分たちより）小柄な飛竜打線に連続四球を与えてしまう。
スタン・ハンシン4番打者。キャッチャー。バットをウエスタン・ラリアート体勢の右腕に括り付けた「ウエスタンラリアット」打法でパイルボールを外野まで打ち返した。サードの石上にも「ウエスタンラリアット」を浴びせてホームインしている（記録上ではランニングホームランではなくサードのエラー+2塁打だが、この行為も、コリジョンルールに抵触する）。
テリー・ファンキー5番打者。
ドリー・ファンキー6番打者。
タイガー・ジュットサン7番打者。悪役養成コースで、試合前に竜をサーベルらしきもので羽交い絞めにし、アンドレに突き飛ばされて止められている。三振時の様子から、ブラディのような怪打法だったらしい。

### プレジデン高校
関東大会の飛竜学園対柳生学園（先述の通り柳生は不在）の試合終了後に、天王院が現れたことで存在が明らかにされる。財力・知力・体力の全てに秀でたトップエリートを養成する高校。一流企業の子息でしか入れない。金にものを言わせた高度なトレーニングにより全員が既知の魔球を打てるほど。その反面、（天王院以外は）練習したことの無い球にはほとんど対応できない。学校の所在地やどの地区の代表かは明言されていないが、飛竜学園野球部にビデオデッキとテレビを宅急便で送りつけた時の発送元は京都だった。春の選抜大会に初出場し、飛竜学園とは準決勝で対決して敗れた。『コロコロコミック』誌上では、天王院が夏に雪辱を果たす旨を誓っていた（このシーンはてんとう虫コミックスの単行本ではカットされた）が、その後登場しなかった。
天王院 晴彦（てんのういん はるひこ）
プレジデン高校の主将で4番打者。身長185cm 体重75kgで、「野球選手として理想的な体格」と自称する（逆に次郎のことは「体が小さく手足も短いため投げる球には角度がなくなる。これは投手として致命的な欠陥。チビでは投手は出来ない。」と酷評してみせた）。ポジションは一塁手。天王院財閥の御曹司。次郎の魔球をことごとく破り、苦戦させるが、新魔球ミラクルＺは土埃を使って真空空間を浮かび上がらせる作戦を使うも打てず、試合中にマイコン学園のベーブルースIIばりのコンピューターを使って分析するが、攻略するまでは行かなかった。非常にプライドが高い性格で、常に自分が1番でかつ中心でなければ気が済まない。が、ナインを大切にする心優しい名将でもあり、パームボール返しに苦戦して一時は自暴自棄になりかけたエースの鴻ノ池をファインプレーで救い、落ち込んだ彼を激励し、パーム返しの弱点を教えて立ち直らせた。バッティングの際「レディーゴー！」「アターック！」と叫びながら打つ。
鴻ノ池（こうのいけ）
プレジデン高校のエース。球威そのものは自嘲する通りさほどでもないが、大リーガー仕込みの数々の変化球を駆使した投球術で飛竜打線をきりきり舞いさせた。決め球は大リーガー直伝の「パームボール」。天王院と同じく非常にプライドが高い。打順は9番。投球フォームはサイドスロー。
二条（にじょう）1番、セカンド。
大金（おおがね）2番、ライト。大手貴金属会社の御曹司。ヘルメットもバットもすべて金ピカ趣味。
轟天寺（ごうてんじ）3番、センター。左打者。轟天寺デパートの御曹司。
白鷺（しらさぎ）5番、レフト（守備場面は描かれておらず、作中でも明記されていないが、他の選手の守備位置が全員明確なので、消去法で判明している）。
（氏名不詳）6番、サード。
軽井沢7番、ショート。軽井沢商事の御曹司（守備場面は内野での捕球から一塁送球の場面しか描かれておらず、守備位置も明記されていないが、他の内野手の守備位置が全員明確なので、消去法で判明している）。下位打線ながら次郎のWハリケーンを軽々とスタンドに運ぶ。観戦中の父親はヘリコプターに吊るしたくす玉でのパフォーマンスで、彼のホームランを称えた。
（氏名不詳）8番、キャッチャー。
- 轟天寺の台詞に「衣田の言う通り本当に（次郎の）玉が速くなっている」とあり、キャッチャーが「回を増すごとに球威が出てくる…」と言っていることから、衣田とはキャッチャーのことかと思われるが、サードも似たようなことを言っており、不明である。最後の1人の名は不明のままだった。

### 東京プラモ学院
2年生に進級後、次郎がロードワークで不在の最中に突然現れて練習試合を申し込んでくる。都内の有名校と練習試合だけを行い無敗。次郎のWハリケーンやミラクルZまでも打たれ、ホームランボールも驚異的なジャンプ力でキャッチされてしまうが、実は運動音痴の集団で筋肉パワースーツで力をつけていただけであることが明らかになった。最後には次郎たちの野球に対する真摯な姿勢に打たれて全員がスーツを外し、敗れはしたが、次郎たちに感謝して去って行った。
木戸石（きどいし）
主将:3番、センター。最後にはスーツを外して次郎と正々堂々勝負する。次郎もそれに応えてレギュラーでは初の直球で勝負した。
女子マネージャー（氏名不詳）
春の選抜からナインとともに帰ってきた竜にファンを装ってサインを求めてきた。この後に、サインの書かれた紙を承諾書にされてしまう。
植木（うえき）
投手。彼がホームに突入した時に竜のブロックを受け、スーツがばらばらになったことでその存在がばれる。

### 古瀬高校
2年生夏の甲子園大会の神奈川県地区予選の初戦の相手となった思わぬ伏兵。元々は創立3年目の新設校で、出ると負けの弱いチームであり、信長が出るまでは飛竜相手に全く勝負にならなかった。信長の活躍で飛竜があわやサヨナラ負けの危機に追い込まれ、観戦に来ていた柳生重吾も実力を認め（この試合の前夜に飛竜が敗退する夢を見たことが観戦の動機となった）、スタンドから次郎に信長を敬遠するようそれまでに無い焦りようで声を掛けた（次郎は拒否）ほどである。
信長（のぶなが）
体がゴムやバネのように柔らかく、超人的な運動能力を誇る「恐怖のゴム人間」。信長というのは苗字であり名前は不明である。
草野球の社会人を相手にアルバイトをしており、左右で6個同時にストライクを投げ、6人全員三振させている。古瀬高校には転校生であることが作中で語られている。力がありながら、チームワークを全く無視し、ナインを全く信用しないため出場させられずにいた。最終的にはナインに涙の土下座（もちろん演技）で許しを乞うたことで、元々実力は認められていたこともあり出場するが、すぐに本性を現す。
投手としても打者・走者としても優れており、頭脳プレー（あるいは悪知恵）にも長けており、「柳生忍法暗闇返しの術」も使い、三塁まで進塁するほど。ミラクルZIIが1つになるところを狙って打ち崩し、ランニングホームランにしている。が、最後は次郎が編み出した新魔球「流星ボール」に敗れ、そのショックで力が入らず、竜にホームランを打たれて敗れた。

### その他
女子高校生（氏名不詳）
ヤクザの組長の娘だが本人はいたって普通の少女。拳銃で狙われ、試合を前にランニング中の次郎が偶然通りかかって彼女を庇って撃たれる。次郎は兄・太郎のお守りのメダルに命を救われる。恩義に感じた少女は父の子分とともに次郎の応援に球場に駆け付ける。

## 魔球や打法

### 隼次郎の魔球
魔球はその誕生の経緯から、概ね、特訓によって培った魔球と、偶発的に完成された魔球とに分けられる。初期の主要な魔球であるパイルボール、Wハリケーン、オズマについてはそれぞれ投げた時の手の形がジャンケンと同じチョキ、パー、グーになっていることが、当時の掲載紙の読者コーナーで指摘されている。なお、本作では次郎以外に魔球投手はあまり登場しなかった。
パイルボール
ボクシング部時代の得意技、「パイルアッパー」を元に開発した魔球。特訓によって培ったものである。アンダースローから繰り出される球は時速160km以上の球速を出し、防球ネットを突き破り木をなぎ倒すほどのパワーを誇る。そのため一文字竜以外の捕手はキャッチ出来てもそのままボールと一緒に弾き飛ばされてしまう。投球時にマウンドの土をえぐってしまうので柳生にイリーガルピッチとみなされ「試合では使えない」と指摘されたことからフォームを改良し、試合で使えるものにした。しかし後にプッシュバントに弱い・腕関節や太ももを痛めやすいという弱点が発覚する。当初は「ハヤブサパイルボール」と表記された。後述のようにWハリケーンもパイルボールからの発展技であり、Wハリケーン開発の過程で立った状態でも投げられる様になり、前述の、投球位置が低いため土を一緒に投げてしまうという欠点は解消されている。大仏高戦終了後に、柳生が指摘した二つの欠点について月下は、当初推測していた「凄まじい威力のため取れる捕手がいない（竜の加入で解決）」、前述の「一緒に土くれを投げてしまう（投球の際に足で飛んだ土をガードすることで解決）」ではなく、本当は、「体を痛めてしまう危険なボール」や、「ボール周辺に発生している空気の渦を上回るスピードやパワーを持ったスイングには効果がない」の二つだったと推測している。
クリスタルレインボー
パイルボールが雨とナイター照明の効果で七色に光るもの。次郎が投げているのは本来のパイルボールなので、偶発的な要素もある。具体的には雨粒がボールに反射して光るものであり、雨の日しか投げられない。ただし、雨で土が飛ばないため、投球方法は以前のフォームが使え、足への負担が減るという利点がある。
Wハリケーン
ボールが環状に回転し、分身しながら飛んでいく魔球。グローブを上空に放り投げ、両手で投げる。ボクシングのダブルフックを元に特訓によって開発された。雑誌掲載時（1982年10月号）の特集によれば、パイルボールの要領からさらに左手を擦り付けて横回転を与えることでWハリケーンになるという投球プロセスが説明されており（この特集の前に劇中で柳生が気付いて解説している）、実際に劇中ではWハリケーンの投球フォームからパイルボールを投げたこともある。一旦グローブを空中に放り投げて投球し、投げ終わった時にグローブをキャッチしなければならないため、ピッチャー返しに弱く、連投すると指に血豆ができてしまう欠点がある。投球の際、「バチィッ」という特有の音を生ずる。回転していたボールはミット直前では一つになるため、「青山アメリカンスクール」の主砲、ブラックサイクロンはそこを狙って打ち返す戦法を使ったが、それは柳生が既に「あの位置では当てることが出来ても絶対に飛ばせない」ことに気付いていたもので、金属バットさえ折ってしまうほど重くなる。当初は「ハヤブサ・ダブルハリケーン」と表記された。次郎が投げている場面が描かれたのはプラモ学院との練習試合までである。
なお、次郎が投げても申丹が投げても球速は160kmジャストで、時計の様に正確で、常に一定、「バチィッ」という音を発するところまで同じであり、そこから対Wハリケーンの「V打法」が生まれた。
Wハリケーン・オズマ
Wハリケーンが次郎の成長と共に進化し、試合中に編み出された魔球。次郎がダブルハリケーンを投げようとしたのが、筋肉が生まれ変わったことによって誕生した偶発的な魔球。ボールが渦状に回転しながら飛んでいく。実は最後まで渦状に見えるのは残像によるもので、実際のボールは途中から直球に変化して進んでいる。編み出した試合の終盤には早くも柳生に打たれてしまったが、その後もWハリケーンと共に主力魔球として活躍した。申丹も一回だけ投げることができた。次郎が投げている場面が描かれたのは春の選抜までである。
ミラクルZ
竜がイチョウの木を回し蹴りしたとき、イチョウの葉が落ちる速度が変わったことをヒントに、回し蹴りの特訓を基礎にして編み出された。時速60kmの超スローボールが、打者の手元で急激に変化し、時速160kmの剛速球としてミットに吸い込まれる。空手の後ろ回し蹴りを行なったあと空中に舞い、ほとんど逆立ちに近いアクロバティックな投球フォームから放たれる。この回し蹴りが変化の元となる真空空間を打者の手前に作る。しかし投球時の回し蹴りは脚に激しい痛みを伴う血行障害を生み出し、次第に次郎を苦しめることとなる。当初はパイルボールをベースに開発を試みたがうまく行かなかったため、結果的にパイルボールを応用せずに完成した初の魔球となった。投球の際の手の形はパー。次郎が投げている場面が描かれたのは、月下の中学時代の同級生・巌流蒼太に打たれた時までである。
ミラクルZ II
春の選抜で、右手人差し指を負傷した次郎が、柳生に投げたミラクルZから偶発的に誕生した。後に単に「Z II（ゼットツー）」と呼ばれるようになった。ボールが縦に2つに分裂して飛んでいく。分裂はボールが高速で上下に移動するため起こる。実際はストライクゾーンを通っているが、審判の肉眼ではそこまで見えないため、身長の低い打者だと「上下のボールともストライクゾーンを外れていた」と見なされてボールを宣告されることがあった。利き腕である右手の人差し指の突き指をかばうため、人差し指と親指のみを伸ばした状態でミラクルZを投げたことがきっかけで生まれた。偶然の産物だったため突き指が治ってからは上手く投げられなくなったが、投球前に体を激しく回転させて強くはじくことがコツと分かってからは常に投げられるようになった。手の形も小指を含めた3本の指を立てて投げるようになり、後にその力の加減で分裂の幅が変化することも判明した。二年夏の神奈川大会初戦で古瀬高の信長にミット手前で一つになったところを狙い打たれた。試合中に流星ボールを完成させたこと、その後、医者から魔球禁止のドクターストップがかかったため、結局正式に完成してからは柳生には投げていない。
流星ボール
ボールが星に包まれ、ハレー彗星のような輝きを放ちながら飛ぶ。打者の手元で星が消え、ボールも消える。ボールを包む輝く星は次郎の汗から生み出される。両手を広げ胡座を掻いたようなフォームから投げる。2年生時の神奈川県予選初戦の古瀬高校戦の最中に誕生したが、誕生のプロセスは不明である。その後の甲子園大会1回戦でも多投されたが、その後に上記のドクターストップがかかった。そのため、誰にも打ち崩されることがなかった。
最後の魔球（名称なし）
ドクターストップで直球以外の投球を禁じられた次郎が、柳生との対決で投げた最後の渾身の直球が偶然魔球となったもの。打者柳生の手元でボールが見えなくなるほどの強烈な光を放ちながらミットに吸い込まれた。見送った柳生は「あいつ、最後の最後でまた新魔球を...」と呆然としていた。そしてこれが次郎の投手生命最後の1球となった。

### その他の魔球、もしくは特殊投法
次郎以外の投手の魔球、およびそれに準ずる特殊な投球法について、作中への登場順に述べる。なお、申丹も前述の通り、Wハリケーンやオズマをコピーした。
念仏ボール
大仏高のエース、網田法然が使う。投げる前にボールに向かって念仏を唱え（これ自体は単なる精神統一法にすぎない）、全くボールを回転させずに投げる。
絶好調の時ほどボールが遅く、重くなる。進むボールの擬音自体が「ゴオン ゴオン」といういかにも重そうなものである。1球ごとに極度の精神集中を要するため網田自身は投球後に守備に入れないこと（内野陣の極端な前進守備でカバーしていた）、心身を著しく消耗させることが弱点。月下の提案で、卓球のカットのようにわざとジャストミートせず、回転を与えて打ち返す「カット打法」によって攻略された。
妖術投法
バテレン学園の投手・天草四郎が、打者に対して妖術を使い、相手打者が最も苦手とするものの幻覚を見せて見逃し三振に仕留める投法。単細胞の竜には通用しなかったが、次郎は兄・太郎の幻覚に苦しめられた。そこを天草にも見抜かれていた。次郎はバットで自らの腹を強打する荒技によって催眠状態を脱し、攻略した。
ライジングボール
柳生重吾の投げる剛速球。打者の手元で鋭くホップする。飛竜のトップバッター柏木がライジングボールと称し、飛竜打線は苦戦を強いられた。
雲海の四つ球
柳生学園の特訓時に、目隠しというハンデがあるとはいえ雲海のフォークにキリキリ舞いさせられる柳生ナインを叱咤した重吾が雲海に指示して投げさせた練習用の投法。雲海の巨大な手でボールを一度に四つ挟んでフォークボールを投げるが、重吾は目隠ししたまま全ての球を打ち返して柵超えを放ってみせた。
信長の6個同時投球。
古瀬高校の信長が左右の手にボールを3個ずつ持ち、6個同時に投げる。雲海の四つ球もそうだが、あくまで打撃練習（信長の場合はアルバイト）用であり、試合用ではない。

### 柳生重吾の打法など
- 火乱房（からんぼう）

隼太郎の投球を打ち返した打法（結果はピッチャーライナーになるはずだった）。他にも実戦では描かれなかったが、風眠房（ふうみんぼう）、雷電房（らいでんぼう）という打法がある。
秘打かげろう
甲子園大会を前に夜間特訓を行う柳生学園ナインの宿舎に忍び入った次郎との勝負に用いられ、パイルボールを打ち崩した（球場なら明らかにホームランになる打球であった）。
ダブルハリケーンを打ち崩した打法（名称不明）
オズマを打ち崩した打法（名称不明）
目隠し打法（名称不明）
気配だけでボールの動きを感じ取る打法。特訓場面も描かれた。ミラクルZには通用しなかった。
カゲロウ打法
柳生が自ら一瞬にして大量の汗をかき、ミラクルZのボールの加速点を見極めた。
黒色バット（名称不明）
柳生魔界山から持ち帰った木から、柳生自らが製作した鋼鉄並みの強度を持つバット。当初5kg以上あり、夏の大会では形が整えられて3kg以上あった。柳生はミラクルZをホームランにしたが、その代償として腰を痛めることになる。

### 柳生ナインのその他の打法
柳生忍剣大車輪（やぎゅうにんけんだいしゃりん）
ダブルハリケーン対策の打法。Wハリケーンの球速160kmに対してバットの先端部分は180kmにもなるため、回転速度さえ合わせれば当てられる。柳生以外の全員が使用でき、バットに当たりさえすれば柳生ナインの運動能力で内野安打にしてしまう。もっとも、成功したのは雲木だけである。柳生にダブルハリケーンをホームランされてから、次郎は霧島から雲木まではWハリケーンとパイルボールの併用投法を使用したためである。結局この技は二回も持たず、柳生も、（まあいい、どうせあの打法は当てるだけ）とあっさり切り捨ててしまった。
柳生忍法暗闇返し（やぎゅうにんぽうくらやみがえし）
猿渡兄弟の打法。2ストライク後に黒バットをキャッチャーに差し向け上下に揺らす。それに視線を集中し続けたキャッチャーは暗闇に怯えて後逸・振り逃げを引き起こす（振り逃げであるため打法ではないが、出塁として記録されるためここに記載する）。
信長流忍法暗闇返し（名称不明）
古瀬高校の信長がミラクルZIIを攻略した「柳生忍法暗闇返し」の上位版。金属バットからの反射光を広げて竜の視線を遮り、ミラクルZIIを後逸・2塁走者を生還させ1点差とする。彼も3塁まで出塁した。その後、竜を挑発させ三塁付近まで誘導し月面宙返りで後方に回避・バック宙でのホームスチールで同点にした。
蟻地獄（ありじごく）式目隠し打法
次郎の魔球を打ち崩すために、気配だけでボールの動きを感じ取る打法。普通より短いバットを忍者刀のように腰の後ろに構え逆手斬りの形でピッチャー返しを仕掛け、出塁したランナーもヒットエンドランを仕掛けて塁を貯めていく。回をおうごとに投球からピッチーへの着弾間隔が蟻地獄のように縮まる（片手だけで打つためホームランには程遠く、バックのファインプレーで最悪トリプルプレーになるのが欠点）。次郎がミラクルZを柳生にしか投げられないため、他の魔球を使用せざるを得なかったナインにはことごとく打ち返され、しまいには体での捕球へと追い詰められるが、竜による叱咤激励で立ち直った試合中盤からは急激に衰えていった。
最終決戦では魔球を投げれなくなった次郎に配慮してか、この打法は使わずじまいとなったとのこと。
類似している打法としてスタン・ハンシンのウエスタンラリアット打法がある。

### 飛竜学園の打法
他チームの鋭い変化球を崩す手段として、様々な打法も編み出されている。アイデアは主に月下のもの。
V打法
申丹のＷハリケーンを攻略するため、Ｗハリケーンの投球リズムや球速が時計のように正確で常に一定であることを利用して考案された。バットをホームベースに叩きつけ、その勢いで上に振り上げるように打つ。もっとも、パワーに難があるため、打球はフライとなりやすい。竜だけは恐るべきバカ力の持ち主だったためホームランとなった。
ブラディの回転打法（名称不明）
キングコング・ブルーザー・ブラディーが、前述の通りに次郎のＷハリケーンを場外ホームランにした、V打法の上位版。
パーム返し
ベンチの屋根にぶら下がり、腕を痺れさせた状態でパームボールを打つ。打球はパームボールと同じ軌道で飛んでいき、捕球が非常に困難なものとなる。腕を痺れさせていることを見抜いた天王院が鴻ノ池に助言して直球主体のピッチングに変えさせたため、すぐに使えなくなった。
フリコ打法
竜の独自の打法「剛鉄拳突き」を、パームボールなど縦の変化球に対応させたもの。ホームベース上に片手でバットをぶら下げ、もう一方の手で拳を構える。逆にバットを鉛直に構える垂直打法もある。

### その他の打法、もしくは特殊打法
柳生重吾、柳生ナイン、飛竜学園以外の打法、およびそれに準ずる特殊な打法については、ストーリー展開を参照のこと。なお、信長も前述のとおり、柳生忍法暗闇返しを用いた。

## ストーリー展開

### 物語冒頭から、1年生夏の神奈川県地区予選まで
次郎が野球の道を志し、飛竜学園野球部の入部テストに合格し、生まれて初めてボールを投げる。パイルボールを投げていた時期である。
当初は竜とともに控えのバッテリーとしてベンチ入り、次郎の背番号は11、竜が12だった。
- 1回戦:武骨館高校

元は特別少年院だった。主将はエースで竜とは喧嘩相手。終盤で暴力野球の本性を現し、審判やナインも脅える中、エースの高木が負傷させられて退場し、次郎と竜が公式戦初出場となる。なお、この時点での打順は次郎の次が竜だった。主将がパイルボールが土塊を巻き込んで投げていることに気づき、使用禁止にされてしまう。
- 2回戦:マイコン学園

試合を前に次郎たちがパイルボールの欠点克服に特訓に出かけている。先発の高木が苦戦する中、パイルボールの改善を終えた次郎らが駆け付ける。だが、この試合中に、左足で土塊をブロックすることで脚のユニフォームが傷ついていることが発覚。
- 決勝戦:大仏高校（横浜スタジアム）

脚の痛みを押して次郎が出場する。
大仏高のロッカールームには、マイコン学園の林が、打倒パイルボールの策を教えようと押しかけるが網田法念に追い返され、最後にはスタンドからプッシュバントを叫ぶ。一部ナインは一時、法念の意向に背いてプッシュバントに出ており、これが最終回に法念に打席を回すことにつながった。
次郎は最終的に法念にパイルボール（クリスタルレインボー）をホームランされるが、竜、そして次郎が法念のボールを打ち返して、次郎のサヨナラランニングホームランで勝利。次郎は投手としては法念に敗れたが、打者としては勝った。
なお、この試合前に作中に両チームのメンバー表が顔つきで示された。

### 1年生夏の甲子園大会
次郎の主たる魔球はダブルハリケーンとなる。そのフォームから普通のボールを投げることもあり、自らの負担を軽減するとともに打者への恐怖感を増すなど成長した。
- 準々決勝:バテレン学園高校

予選以来すべて1-0で勝ってきた学校。天草四郎の妖術に苦しめられた。次郎のバットによるハラキリ打法でサヨナラ2ラン（先頭ランナーは、唯一妖術が効かない単細胞の竜）で勝利した。
- 準決勝:青山アメリカンスクール（AAS）

この試合から竜が4番打者となる。普通のボールをホセ・モラスにホームランされてしまい、Wハリケーンを連投せざるを得なくなる。
- 決勝:柳生学園

この試合前に作中に両チームのメンバー表が顔つきで示された。
飛竜の優勝決定の次の話で、優勝を報じる架空のスポーツ新聞記事が描かれた。

### 新生チーム発足から春の選抜大会まで
神奈川県大会は、「オズマの隼」「打の竜」の活躍で5試合連続完封勝利。
関東大会は地元神奈川で行われ、準決勝で「潮千葉高校」を5-0で破り、決勝戦は柳生重吾不在の柳生学園を7-0で完封。
試合後に天王院晴彦が現れ次郎の魔球を打ち崩してみせ、更に行方不明だった柳生重吾も再び現れる。
- 春の選抜大会
- 一回戦:九州産業高校

Ｗハリケーンやオズマで三振の山を築き、打線も爆発して9-0で勝利。最後の最後に現れた天王院の挑発に乗ってミラクルＺを初披露した。
- 準々決勝:ワールド実戦高校

前述の通り苦戦を強いられたため、ミラクルZのみを投げ続けることになった。
- 準決勝:プレジデン高校

左足が痺れたため、ミラクルZの連投ができなくなり、連投は3球まで、1試合でも30球までと制限されたことから、天王院以外の選手にはみだりにミラクルZを投げられなくなる。
作中ではこの試合後から次郎に、いわゆる「甲子園ギャル」の声援が飛ぶようになる。
決勝:柳生学園
夏の大会と違い、飛竜学園が先攻になる。
左足の痛みがひどくなり、柳生以外の選手にはミラクルZを投げられなくなる。そのミラクルZも打たれるが、柳生の最終打席でZIIが偶発的に誕生する。
この試合前にも、作中に両チームのメンバー表が顔つきで示された。
飛竜の優勝決定の次の話で、優勝を報じる架空のスポーツ新聞記事が描かれた。

### 2年生進級当時
選抜大会後、それまでの魔球に頼ったプレイを反省した次郎は、意識して魔球だけに頼らない、野球選手としての体作りを始める。
このころは公式戦が描かれず、練習試合やグラウンドを離れた1対1の勝負が描かれた。また、柳生が登場しなかった。
また、この時から、次郎の普通の投手らしい投球シーンも描かれるようになるなど、普通の野球漫画のような側面も見せ始める。
- 東京プラモ学院高校戦

前述の通り、次郎はレギュラーでは初の直球を投げた。
- 巌流蒼太

人呼んで「投手殺しの蒼太」。月下の中学の同級生で、千葉の荒波水産高校に通う網元の息子。1年次すでに主将で4番だったが、野球をやめていた。船のオールをバット代わりにして、ミラクルZをあっさりピッチャー返しにし、次郎を発奮させ、ミラクルZII完成に至らせる。次郎をして「今まで出会ったこともない強敵」と言わしめている。前述のように柳生でさえも特殊打法や特殊バットを用いた末にようやく打ち崩したミラクルZを初対決で前述の通り打ち返していることから、柳生を上回る強打者とも考えられる。次郎にZIIで三球三振に仕留められてから、野球に復帰すると宣言し、ミラクルZIIへのリベンジを宣言する。しかし、登場したのはこの回限りで、夏の大会で実際に甲子園で対戦したかどうかは描かれていないため不明である。この他、父親とマネージャーと思しき後輩が登場した。

これ以後、「魔球破りシリーズ」（実際はZII破りシリーズ）が3回にわたって連載された。
- 牧が丘高校

実力はあるものの、チームは毎年ベスト8どまり。補欠の見黒（ミクロ）がその小柄な体と俊足でZIIをフォアボールにして次郎を苦戦させた。なお、エースが主将である。見黒は次郎との対決やファインプレーで実力を評価され、補欠からレギュラーへの昇格を果たしている。自分を苦しめた見黒のレギュラー昇格を喜んだ次郎は、祝福の際に「その代わり今度対戦する時はあまり走らないで。」と冗談でお願いするが「今度やるときはZIIをホームランしてやる！」と返されてやぶ蛇になってしまった。
- 一刀斉剣

試合ではなく1対1で次郎と対決した。本来は剣道の剣士。催眠術による魔剣打法でZIIの間合いを狂わせ、次郎を苦戦させた。が、竜の手拍子によって間合いを取り戻し魔剣打法を退けた。
- アストロ学園高校

エースで4番の空渡勇がムーンサルト打法（読者の企画が採用されたもの）でZIIを真上から打ち、ヒットにされる。これに対して次郎は逆を突き、ZIIを横に割れる形に投げて空渡を打ち取る。

### 2年生夏の甲子園大会（神奈川県地区予選および本戦）
次郎にとって、また物語にとって最後の大会となる。
- 神奈川県地区予選初戦古瀬高校

柳生が観戦に来る。信長にミラクルZIIを打たれるも、流星ボールを誕生させる。この試合で、信長に打たれれば飛竜の敗北が決定的になる場面で、柳生が珍しく焦って信長を敬遠するようスタンドから次郎に呼びかける場面もあった。
- 甲子園大会1回戦

流星ボールを中心に投げ、完全試合を達成する。しかし、試合中に肩の変調を感じていた。
次郎は密かに病院に行くが、その後同じ病院に行った竜が偶然次郎の容態（「このままでは野球どころか日常生活も不可能」と診断された）を知ってしまう。これ以上次郎に野球を続けさせまいと、月下と竜は知らぬふりをして次郎に「チーム内の秩序を乱した」として除名を言い渡す。次郎の除名を柳生忍者が柳生に報告する場面が1コマ描かれた。その後柳生は竜に次郎の除名を撤回するよう詰め寄るも、号泣する竜の涙を見て全てを悟った。
次郎は肩のことを改めて2人に話し、「最後の球を受けてほしい」と頼む。2人は次郎の身を案じ、泣きながら止めるが、次郎は「決勝で待つであろう柳生重吾のためにも、最後まで投げたい」とまで語る。医師を拝み倒して、決勝まで500球前後とすれば、直球だけなら何とか持つかもしれないが、変化球は禁止、特に魔球を投げたら一巻の終わりと言い渡される。
2回戦以後は直球のみで勝負するようになり、金属バットもへし折った。なお、準決勝では1失点している描写がなされていた。
- 甲子園大会決勝柳生学園

オーダーは両軍とも春の選抜大会と同じだが、柳生学園が先攻になっている。
この試合では柳生学園側も、柳生の黒バットを除いては、以前のような忍法を用いた攻撃は行われず、柳生も刀を持たなくなり、ナインも柳生を「主将」と呼ぶなど、以前のような武士や忍者の末裔らしい描写は全くといっていいほどなくなった。
柳生の第一打席でホームランにするが、試合終盤に竜のゲンコツ打法で、雲海のフォークボールを打ち返しツーランホームランで逆転した（雲海はこの時動揺はしたものの、ニコニコ顔を最後まで崩さなかった）。
次郎の柳生に対する投球の球速が、ミラクルＺより10km/h速い170km/hにまでなる（パイルボールは160km/h以上であったことが、マイコン学園戦で明確にされているので、それを上回っていた可能性もある）。
一球ごとに球威を増す次郎の直球に柳生もついていくのがやっととなり、何球もファウルを繰り返した。しかし、次郎の投じた最後の一球が光る魔球となり、柳生は呆然と見送った。結果、三振スリーアウトとなり試合終了。飛竜学園の優勝が決まり、ナインが次郎のもとに駆け寄って、次郎がみんなへの感謝、この瞬間を永遠に忘れないというモノローグが書かれて物語は幕を閉じる。

## その他
高校野球漫画にしては先生（教員）が全く登場しない。あえて言えば大仏高校の老師ぐらいである。
女性キャラクターがほとんど登場しない。複数回にわたり登場したのは、隼兄弟の母、AASのナンシー、プラモ学院のマネージャー、ヤクザの組長の娘の高校生だけである。名がつけられたのはナンシーだけであり、姓名ともに明らかになった女性キャラクターは皆無である。
プレジデン高校戦以後、以前のイニングの終了時の打者と、そのイニングの先頭打者が食い違っている話があった（特に飛竜学園の攻撃について）。本来打席に立つべき打順の1人前あるいは1人後の者が打席に立っているケースがあった（前者では打順がほとんど一巡すればありえないケースではないものの、相手投手のピッチングからすればそれもありえなかった）。

### 実際の野球規則上の問題
実際の野球規則上ではルール違反となったり、ルールの適用を誤っている場面がかなり見られた。次郎の魔球のような、明らかに実際にはありえないケースは別としても、以下のような例がある。
- 柳生学園の猿渡兄弟、ワールド実戦高校、信長などによる、飛竜側に対する明らかな守備妨害が黙認された。他、武骨館高校の暴力行為も同様だが、この場合ルールに則り「暴力行為は退場」と宣告しようとした審判を脅すことで無理矢理アウトを認めさせるなど、ストーリー上は一応辻褄は合う。
- 反則投球とボークが混同されている（武骨館高校戦（『反則投球』に『ボーク』のルビが振られている）、プレジデン高校戦）。
- ミラクルZは左足の蹴りで真空を起こす瞬間に回転させた左脚を止めることで、投球動作を一瞬止めている。これは投球動作の中断であり、実際には投手の反則行為になる。
- 最後の対決で柳生の打球を補給した左翼手の丸山がボールごとラッキーゾーンに放り込まれたことが本塁打扱いになっているが、実際の野球規則なら「フライをとらえた野手がベンチかスタンド内に倒れこんだ場合」の規定に該当すると考えられ、このケースでは1個の塁が与えられるのみであるはずである。